# آرگا (استان آمور)
آرگا (به لاتین: Arga) یک منطقهٔ مسکونی در روسیه است که در استان آمور واقع شده‌است.